# Bullet time
Le bullet time est un effet visuel au cinéma ou dans une œuvre audiovisuelle, obtenu grâce non pas à une caméra, mais à une batterie d'appareils photo disposés le long ou autour de l'action. Ils sont déclenchés automatiquement, soit en simultané, soit avec un différentiel de temps très court, ce qui permet après numérisation sur un support de montage vidéo de haute définition de donner l'illusion d'une caméra se déplaçant à vitesse normale autour d'une action figée ou ralentie à l'extrême.

## Histoire
Le Bullet time est une technique à rapprocher des travaux de chronophotographie, inventés et menés par le Français Étienne-Jules Marey[réf. nécessaire], dont s'inspire en 1878 le Britannique Eadweard Muybridge[réf. nécessaire] qui, pour démontrer comment s'opère le galop d'un cheval, dispose en ligne une série de douze chambres photographiques déclenchées successivement par des fils tendus sur le passage de l'animal. Il en résulte des clichés séparés de chaque phase caractéristique du galop (alors que dans ses expériences, Marey n'impressionne qu'un seul cliché sur lequel se forment plusieurs images du même sujet — être humain ou animal — sauf dans ses appareils datés des années 1880 et 1890).
Le premier artiste contemporain à utiliser le bullet time est Emmanuel Carlier, dans son ouvrage Temps Mort autour de Caro & Jeunet, montré en 1995 lors de la 3e biennale de Lyon. Michel Gondry l'utilise ensuite dans le clip vidéo Like a Rolling Stone des Rolling Stones qu'il réalise en 1995 et en 1997, il reconduit cette technique avec une publicité pour Smirnoff. En novembre 1994, dans le clip du morceau The Wild Ones du groupe Suede (réalisé par Howard Greenhalgh), une forme rudimentaire de la technique, obtenue par l'usage de 6 caméras, peut être observée. 
Elle est utilisée pour la première fois au cinéma dans Perdus dans l'espace (1998) et Blade (1998).
Cet effet visuel est considérablement popularisé par le film Matrix des Wachowski (1999). Les réalisateurs le baptisent alors « bullet-time photography », autrement dit « le temps d'une balle ». Et c'est John Gaeta, l'homme qui a mis au point cette technique en 1997, qui est recruté comme directeur des effets spéciaux pour ce film.
Le bullet time est poussé à l'extrême dans les films Matrix Reloaded, et Matrix Revolutions, mais le directeur des effets spéciaux abandonne la technique de la batterie d'appareils photographiques pour celle de la capture de mouvement en 3D, qui permet, grâce à un ordinateur dédié, de circuler librement, au gré des désirs du réalisateur, dans le décor dématérialisé avec le corps numérisé — donc lui aussi dématérialisé — des personnages. La liberté de circulation dans l'espace de la caméra et des personnages en action, dans un décor explorable sous tous les angles, est alors infinie, reléguant au passé l'alignement d'appareils photographiques, qui n'offre qu'une seule direction aussi bien pour l'action que pour le déplacement du point de vue des spectateurs.

## Jeux vidéo
Le bullet time est également popularisé dans les jeux vidéo. En 2001, en particulier, le jeu de tir à la troisième personne Max Payne permet pendant une phase de tir de ralentir le mouvement des adversaires, le personnage subjectif restant à vitesse constante (pour la visée uniquement). Deux possibilités s'offrent au joueur : soit en pleine action, soit en plongeant (dodge).